# 天主教杜布羅夫尼克教區
天主教杜布羅夫尼克教區（拉丁語：Dioecesis Ragusiensis）是羅馬天主教以克羅地亞南部杜布羅夫尼克為中心的一個教區，屬斯普利特-馬卡爾斯卡總教區。
在今天稱為卡夫塔特的城鎮，早在341年就有地方主教的記載。639年阿瓦爾人入侵，教座遷至當時稱為拉古薩的杜布羅夫尼克。990年重設教區，1120年升為總教區，1828年6月28日降格。
2006年有教友76,500人，佔轄區總人口86.9%。教區下轄六十一個堂區，有八十九名司鐸。現任教區主教為馬泰·烏齊尼奇。